# Olympische Winterspiele 2018/Teilnehmer (Osttimor)
| Gelbes Symbol für Goldmedaillen mit stilisierten Olympischen Ringen | Graues Symbol für Silbermedaillen mit stilisierten Olympischen Ringen | Braundes Symbol für Bronzemedaillen mit stilisierten Olympischen Ringen |
| ------------------------------------------------------------------- | --------------------------------------------------------------------- | ----------------------------------------------------------------------- |
| —                                                                   | —                                                                     | —                                                                       |

Osttimor nahm bei den Olympischen Winterspielen 2018 in Pyeongchang zum zweiten Mal in seiner Geschichte an Olympischen Winterspielen teil. Erneut hatte sich der Skirennläufer Yohan Goutt Goncalves qualifiziert, der bereits 2014 in Sotschi im Slalomwettbewerb gestartet war. Er schied im ersten Lauf aus und verpasste damit eine Platzierung.

## Teilnehmer nach Sportarten

### Ski Alpin
| Athleten              | Wettbewerbe | 1. Lauf | 2. Lauf       | Gesamt        | Gesamt        |
| Athleten              | Wettbewerbe | Zeit    | Zeit          | Zeit          | Rang          |
| --------------------- | ----------- | ------- | ------------- | ------------- | ------------- |
| Männer                |             |         |               |               |               |
| Yohan Goutt Goncalves | Slalom      | DNF     | ausgeschieden | ausgeschieden | ausgeschieden |